# Campo di Mare (San Pietro Vernotico)
Campo di Mare è una località balneare del Mare Adriatico situata nel comune di San Pietro Vernotico, in provincia di Brindisi.

## Geografia fisica
Si trova a circa 8 km dal San Pietro Vernotico e a 15 km da Brindisi. Situata a sud della Centrale a carbone  Enel Federico II (a circa 5 km di distanza). La spiaggia è caratterizzata da costoni argillosi e dalla recente presenza di frangiflutti che ne hanno modificato la forma, estendendo la superficie di spiaggia e proteggendo così sia la battigia della spiaggia e delle case edificate sul lungomare e dunque più esposte al rischio erosione. Confina a sud con la frazione del comune di Torchiarolo chiamata Torre San Gennaro, un villaggio di pescatori. A nord Campo di Mare confina con la contrada di Cerano, facente parte del comune sampietrano.

## Storia

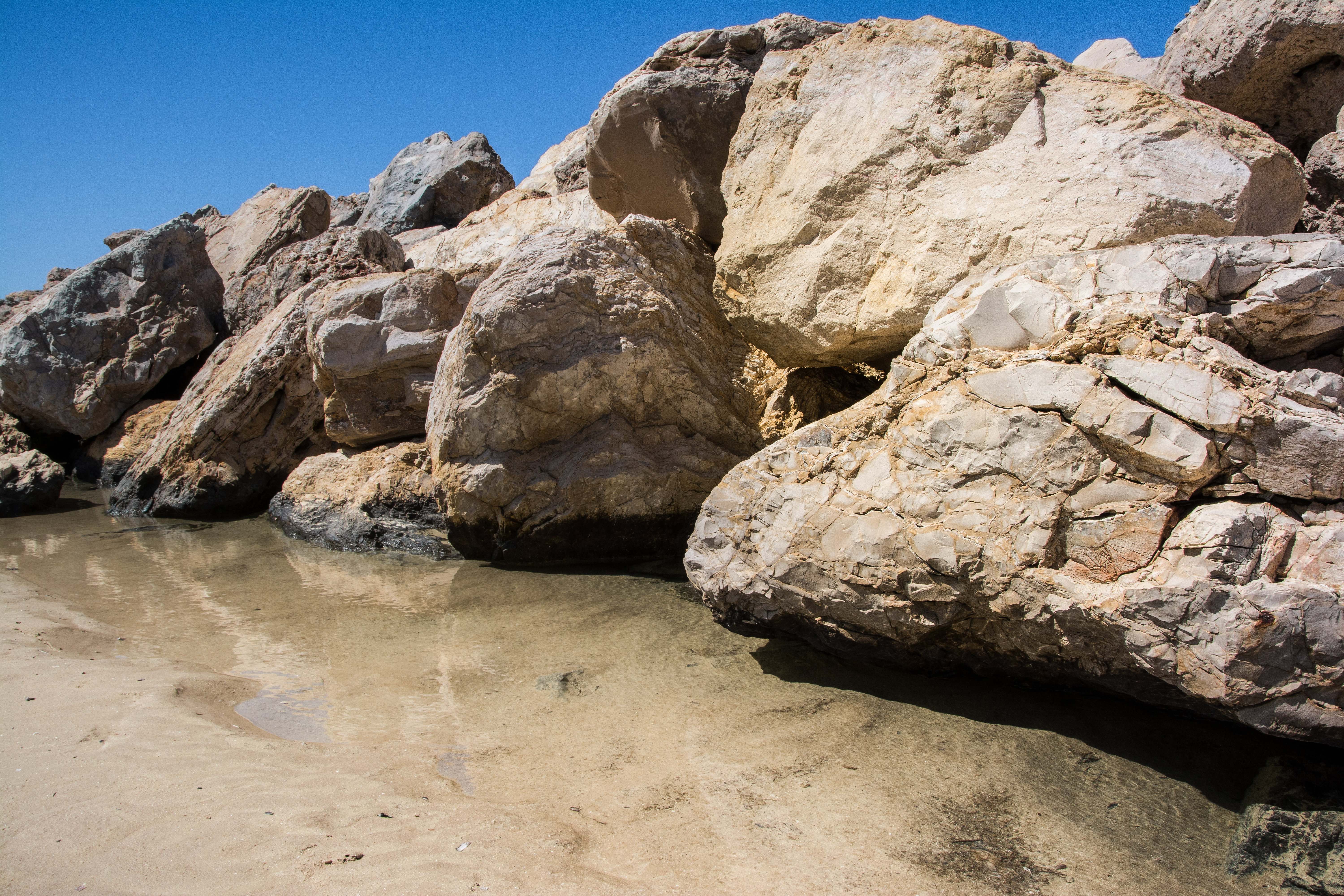
Scogli

In passato l'attuale marina sanpietrana era un'enorme pianura alberata, difatti proprio nella zona di Cerano è situato un parco naturale, la Riserva naturale regionale orientata Bosco di Cerano, che conserva piante e animali di vari generi. A nord scorreva un fiume, lu Iume, di acqua sorgiva; d'altronde abbiamo la testimonianza che in questa zona ci siano acque sorgive: a Torchiarolo esistono ancora queste sorgive,o denominate piutri. Lu Iume era un bacino e riserva per numerosi esemplari acquatici. Fu successivamente seppellito e gran parte della macchia boschiva estinta per far posto alla Centrale Enel di Cerano. Si tratta di zona bonificata durante il ventennio fascista. Ciò ne ha consentito la coltivazione a vigneto.
In passato, quando la spiaggia era suddivisa per sesso (ovvero mare dei maschi e/o mare delle femmine), Campo di Mare si chiamava appunto mare delle femmine, venendo contrapposta a San Gennaro, il mare degli uomini. Non era, infatti, costume che ci si esponesse agli sguardi indiscreti gli uni degli altri mentre ci si immergeva nella acque marine.
Campo di Mare è caratterizzata dalla quasi costante presenza della tramontana e quindi è ventilato, mentre Torre San Gennaro ha una minore esposizione al vento ed è più riparata, grazie anche alla sua conformazione. Non lontano, in agro di Torchiarolo, sorgono le antiche rovine del centro messapico di Valesio e nelle campagne verso Torchiarolo, coltivate ad uliveti, il santuario della Madonna di Galeano.